# Bolševník sibiřský
Bolševník sibiřský (Heracleum sibiricum) je druh kvetoucí rostliny z čeledi miříkovitých (Apiaceae). Pochází z Evropy a západní Asie, roste od Francie a Itálie až po západní Sibiř a Mongolsko.

## Popis
Bolševník sibiřský je bylinná, vytrvalá, kvetoucí rostlina s květy uspořádanými v okolíku. Každý květ má pět žlutozelených okvětních lístků. Jednotlivé květy mohou být bisexuální (s pestíkem a pěti tyčinkami), pestíkové (bez funkčních tyčinek) nebo tyčinkové (bez funkčního pestíku). Pestík je bicarpelatý a synkarpní, což znamená, že má dva srostlé plodolisty. Vaječník je lysý (bez chlupů) a stylopodium (na bázi stopek) je téměř vždy zelené. Plod se skládá ze dvou merikarpů, každý s jedním semenem.